# Xkcd
xkcd je internetski strip autora Randalla Munroea, bivšeg NASA-inog suradnika. Autor opisuje xkcd kao "a webcomic of romance, sarcasm, math, and language" ili "strip o ljubavi, sarkazmu, matematici i jeziku."
Raspon tema kojima se strip bavi je vrlo širok. Neke epizode sastoje se od samo jednog prizora i izražavaju neku misao ili ideju, neke su dulje, s jednostavnom radnjom. Česte su matematičke ili znanstvene šale, ili reference na trenutne događaje u politici ili internetskoj kulturi (osobito blogovima). Iako su likovi štapićasti, strip ponekad u pozadini ima pejzaže, ili matematičke forme kao što su fraktali.
Samo ime xkcd nema specifično značenje, osim što se ne može izgovoriti kao jedna riječ, što autor opisuje kao "dragocjeno i brižno čuvano mjesto u svijetu četveroznakovnih stringova."

## Povijest
Strip je nastao u rujnu 2005. U početku je Munroe skenirao bilješke i skice iz svojih školskih bilježnica i postavljao ih na svoju web stranicu. S vremenom je strip dobio svoju vlastitu stranicu, a Munroe je počeo prodavati majice bazirane na stripu. Trenutno je Munroe "stalno zaposlen" na xkcd-u koji mu donosi veći dio prihoda, što je rijetkost među internetskim stripovima.
U svibnju 2007. strip je dobio veliku popularnost zbog epizode u kojoj su online zajednice prikazane kao na zemljopisnoj karti. Različite zajednice su prikazane kao kontinenti, veličinom koja odgovara njihovoj relativnoj popularnosti.
23. rujna 2007. stotine ljudi, zajedno s autorom, su se skupile na koordinatama spomenutim u stripu, u parku u North Cambridgeu u saveznoj državi Massachusetts.

## Vanjske poveznice
- xkcd - A webcomic
- e.math.hr - nekoliko xkcd stripova na hrvatskome jeziku, matematičke pozadine
- sysportal.carnet.hr - xkcd strip na hrvatskome jeziku, kombinacija Brucea Willisa i informatičara